# أرون قو
أرون قو (بالصينية: 郭富城) (و. 1965 – م) هو مغني، وممثل، وسائق سيارة سباق، وممثل أفلام، من جمهورية الصين الشعبية، ولد في هونغ كونغ.

## جوائز
حصل على جوائز منها:
- جائزة الحصان الذهبي لأفضل ممثل رئيسي [الإنجليزية]‏، عن عمل: After This Our Exile [الإنجليزية]‏ (2006)[4]
- جائزة الحصان الذهبي لأفضل ممثل رئيسي [الإنجليزية]‏، عن عمل: Divergence (film) [الإنجليزية]‏ (2005).[5]

## وصلات خارجية
- أرون قو على موقع IMDb (الإنجليزية)
- أرون قو على موقع ميتاكريتيك (الإنجليزية)
- أرون قو على موقع روتن توميتوز (الإنجليزية)
- أرون قو على موقع ألو سيني (الفرنسية)
- أرون قو على موقع ميوزك برينز (الإنجليزية)
- أرون قو على موقع أول موفي (الإنجليزية)
- أرون قو على موقع إن إن دي بي (الإنجليزية)
- أرون قو على موقع أول ميوزيك (الإنجليزية)
- أرون قو على موقع ديسكوغز (الإنجليزية)
- أرون قو على موقع قاعدة بيانات الفيلم (الإنجليزية)